# Alfred Steger
Alfred Steger (* 26. September 1898 in Ronsdorf; † 6. Juli 1967 in Müllheim) war ein deutscher Politiker (FDP).

## Leben
Nach der Mittleren Reife und dem Besuch der Handelsschule absolvierte Steger eine kaufmännische Lehre und arbeitete anschließend als Angestellter in der Genussmittelbranche. Zwischenzeitlich hatte er als Soldat am Ersten Weltkrieg teilgenommen. Er wurde 1925 Prokurist, 1928 Vertreter, dann Generalvertreter und 1932 schließlich Direktor der Deutschen Weinabsatzgenossenschaft. Seit 1942 war er als selbständiger Weinhändler in Oppenheim tätig.
Steger war 1946 Mitglied des Kreistages und Kreisausschusses Mainz-Land. Im gleichen Jahr beteiligte er sich an der Gründung des Sozialen Volksbundes (SV) in Hessen-Pfalz. Der SV wurde Anfang 1947 Teil der Demokratischen Partei (DP) in Rheinland-Pfalz, die 1948 in den Landesverband der FDP Rheinland-Pfalz aufging. Von September 1947 bis April 1948 war er einer der fünf in einem Direktorium zusammengeschlossenen Vorsitzenden der DP/FDP in Rheinland-Pfalz. Weiterhin bekleidete er das Amt des Vorsitzenden des FDP-Bezirksverbandes Rheinhessen.
Steger war von 1946 bis 1947 Mitglied der Beratenden Landesversammlung des Landes Rheinland-Pfalz. Bei der Landtagswahl im Mai 1947 wurde er in den Rheinland-Pfälzischen Landtag gewählt, dem er bis 1955 angehörte.
Neben seinen politischen Funktionen war er seit 1950 Vorsitzender der Vereinigung für loyale Restitution Rheinland-Pfalz, seit 1951 Mitbegründer und Leiter der Landesstelle VII (Rheinland-Pfalz) des Bundesluftschutzverbandes mit Sitz in Mainz und seit 1954 stellvertretender Vorsitzender der Bundesvereinigung der Rückerstattungsgeschädigten mit Sitz in Bonn.
Alfred Steger war mit Friederike Michel verheiratet und hatte einen Sohn, den späteren Diplomaten Hans Alfred Steger.